# Fiesta de los toros en la Región de Murcia
Fiesta de los toros en la Región de Murcia hace referencia a la celebración de espectáculos taurinos en la comunidad autónoma española de la Región de Murcia. Es abundante la documentación histórica sobre las fiestas de toros en los archivos murcianos, desde el siglo XV a la actualidad, siendo la mayoría referida al festejo en la geografía hispana, con importantes y numerosas referencias a la fiesta en el espacio geográfico murciano. Junto a la representación de comedias, los festejos taurinos constituyeron durante siglos los únicos entretenimientos o diversiones oficiales y públicos.

## Antecedentes murcianos
Las primeras imágenes gráficas de la fiesta de los toros se remontan al siglo XIII, época en que fueron compuestas las Cantigas del rey Alfonso X el Sabio. En ilustraciones de las mismas, y junto a la viñeta dedicada a la Virgen de la Arrixaca, hay otras referidas a la lidia de un toro con motivo de una boda.

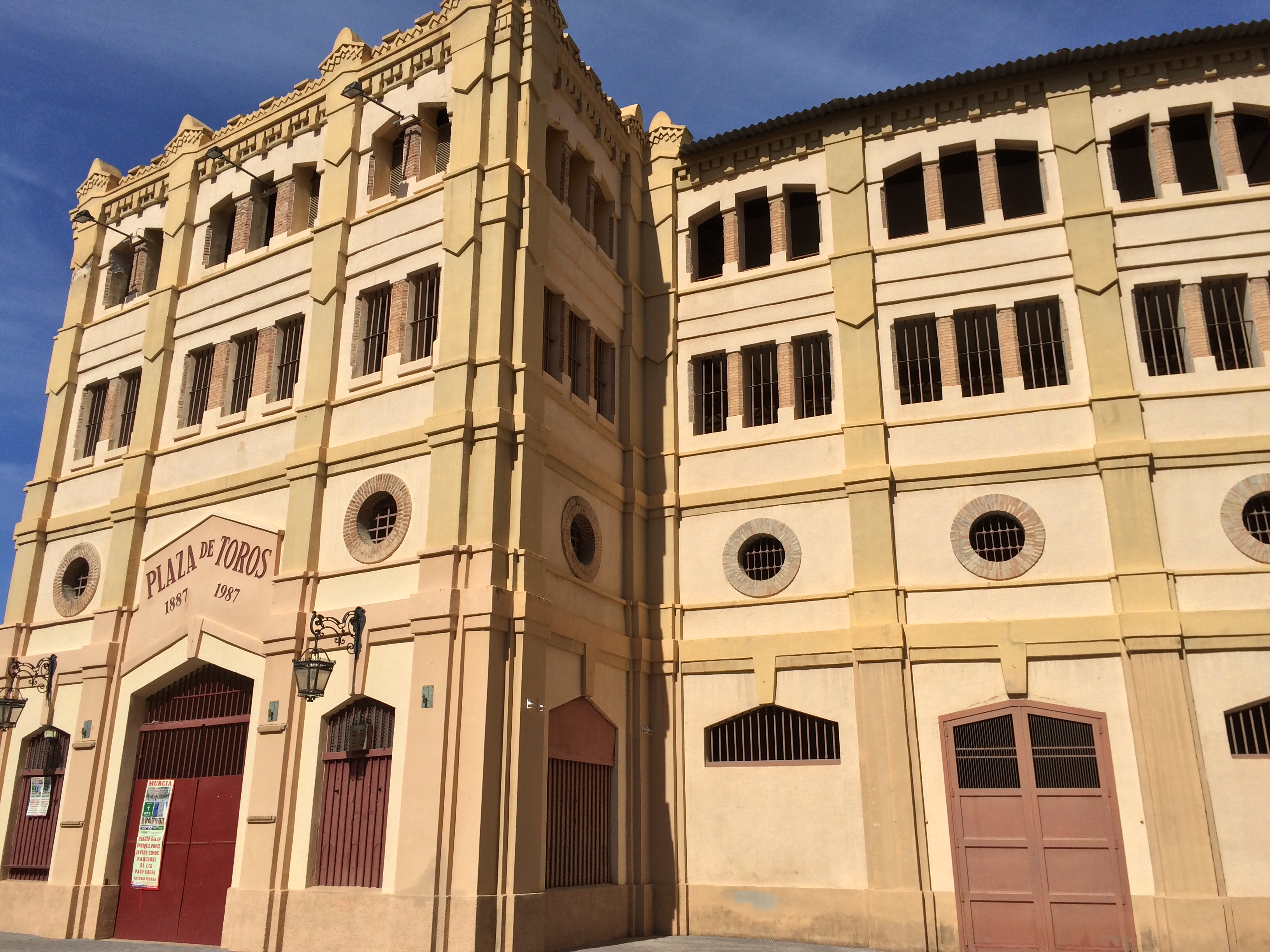
Plaza de toros de La Condomina

Posteriormente a lo referido, son muy abundantes las noticias de corridas de toros en la ciudad de Murcia y pueblos de la región, con cualquier pretexto o fiesta religiosa o civil. Según el investigador murciano contemporáneo Manuel Muñoz Zielinski en muchos pueblos se hacían desde tiempo inmemorial vaquillas de todo tipo: de fuego, de aguardiente, de banderilla o borrachos. Este tipo de festejos solía organizarse por las cofradías y hermandades para aumentar su caudal económico, para los entierros y similares de sus hermanos. Aquellas fiestas de toros fueron antecedente de las actuales corridas, con cosos improvisados en plazas públicas y espacios adecuados para el acto. En ninguno de estos espectáculos se buscaba el arte de la fiesta, sino el rendimiento económico del espectáculo, habida cuenta de la escasez de entretenimientos públicos.
Entre otras noticias sobre corridas de toros que aportan los archivos murcianos, podemos citar acuerdos municipales en la capital, de 1715, sobre la mala calidad de los animales en una corrida celebrada en la plaza del Mercado. De 1725 sobre gastos excesivos en una corrida celebrada el 15 de septiembre de dicho año. De 1728 sobre la disposición municipal de hacer dos corridas en mayo, de diez toros cada una, en la plaza del Mercado. También de septiembre de 1728 sobre lo que se pagó a los toreros Juan José Rodríguez y Juan Romero, vecinos de Ronda: 1920 reales por la lidia de veinticuatro toros. De septiembre de 1743 sobre dos corridas en la plaza del Mercado, para festejar la colocación de la imagen de la Virgen de los Peligros en su hornacina del Puente de Piedra. De mayo de 1749 sobre una corrida en la plaza de San Agustín, para recaudar fondos con que sufragar la actual iglesia de San Andrés (antes de San Agustín). De septiembre de 1763 sobre la plaza de toros que en esa fecha se estaba construyendo en la citada plaza de San Agustín, precedente de la actual de La Condomina; y en Caravaca, de 1789, para conmemorar la ascensión al trono del rey Carlos IV, entre otras muchas referencias.
El cronista Ricardo Montes, en su libro Historia de la Tauromaquia en Murcia. 1365-1931 (editado por Tabularium en 2009), aporta documentación sobre los orígenes de la Fiesta de los Toros y su incidencia cultural en los pueblos y ciudades de la Región de Murcia, siendo las más antiguas fiestas las celebradas en Murcia (1365), Lorca (1530) y Cartagena (1577).

## Fiesta de los toros en la Región de Murcia
A lo largo y ancho de la geografía regional murciana se construyeron plazas de toros de complexión arquitectónica desde fechas muy tempranas, tales como la de Cartagena, inaugurada el 5 de agosto de 1854, sustituyendo a otra anterior de madera de 1770 (conocida como de los Cables). La región ha aportado al festejo plazas como la citada de Cartagena, y también en Lorca, Murcia, Abarán, Blanca, Calasparra, Caravaca de la Cruz, Cehegín, Cieza, Jumilla, Molina de Segura, Moratalla, Mula, Totana, La Unión y Yecla, la mayor parte de ellas aún en pie, siendo construidas por arquitectos de reconocido mérito como lo fue Justo Millán. En la actualidad se celebran ferias taurinas en Murcia, Cieza, Abarán, Cehegín, Calasparra y Caravaca de la Cruz, donde existen plazas de toros de configuración arquitectónica (algunas de ellas formando parte del tejido monumental del lugar), y otras no menos importantes en otros lugares de la comunidad autónoma donde se instalan plazas portátiles con motivo de las citadas ferias.

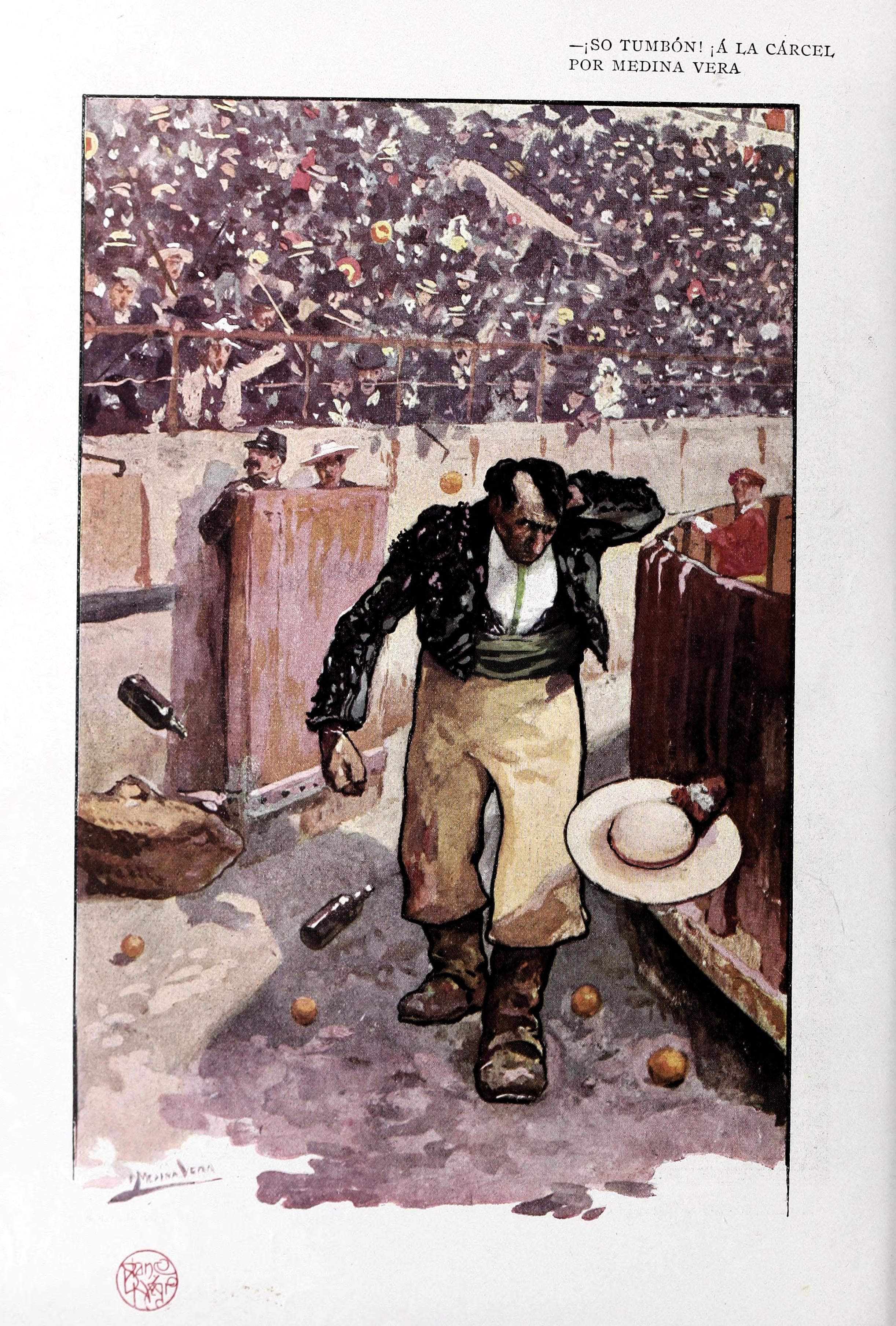
«¡So tumbón! ¡A la cárcel!» ilustración de Inocencio Medina Vera (Blanco y Negro, 27 de agosto de 1904)

También la Región de Murcia ha tenido un importante papel en la aportación musical a la Fiesta de los Toros, asimismo denominada Fiesta Nacional. El cartagenero Gregorio García Segura compuso, en 1963 la música de la película Chantaje a un torero. Anteriormente Octavio Juan Palao compuso un pasodoble al novillero Ramón Cervera en 1950. En 1940 el maestro Ruiz Báguena compuso un pasodoble para piano al torero caravaqueño Pedro Barrera, para quien también compusieron otro pasodoble los maestros Quintero, León y Quiroga (cantado e interpretado por Lola Flores). El abaranero David Templado compuso, hacia 1920, el pasodoble Los dos fenómenos, dedicado a los toreros Joselito y Belmonte, y otro, hacia 1929, de muy difícil interpretación: A la Fiesta Nacional. El maestro Álvarez Alonso, que aunque natural de Jaén vivió la mayor parte de su vida creativa en Cartagena, compuso en esta ciudad el famoso pasodoble Suspiros de España (que pasa por ser el mejor pasodoble de la musicología española, según los entendidos), así como otro denominado Las Niñas Toreras, compuesto (por una apuesta) en el café Mastia en una hora. Otros pasodobles taurinos, también aportación murciana a la fiesta de los toros fueron: Pedrín Moreno dedicado al diestro caravaqueño de este nombre por el maestro Martín Alonso, y Al salir la cuadrilla, del ciezano José Gómez Villa, ambos compuestos en fecha indeterminada.
Asimismo, desde otra vertiente artística, hay que mencionar al pintor Julián Alcaraz (1876-1952), autor de temas taurinos para carteles, de estética muy elocuente y decorativa, cuyos cuadros obran en el Museo de Bellas Artes y en el Museo Taurino de Murcia, además de en varias colecciones particulares; así como los pintores Pedro Flores García (1897-1967) e Inocencio Medina Vera (1876-1818), y el pintor y carrocista Antonio González Conte (CONTE).
Entre 1895 y 1895, se publicó en la ciudad de Murcia la revista taurina El Taurino, con crónicas periódicas sobre el festejo y biografías de los más afamados espadas de la época. Hacia 2011, el club taurino de Caravaca de la Cruz editaba la revista Alamares, con temas relacionados con el mundo de la Fiesta en cuestión.
En algunos pueblos y ciudades existen peñas taurinas o clubes taurinos con locales propios, como es el caso de Caravaca de la Cruz y Murcia, que organizan jornadas taurinas con conferencias, mesas redondas y asistencia comunitaria a corridas en otros lugares. Asimismo, con motivo de las diferentes ferias taurinas que tienen lugar en la Región de Murcia, la prensa local y regional dedica abundantes espacios informativos, y organiza los denominados aperitivos taurinos, con participación de los diestros participantes en la feria, teóricos e informadores escritos y gráficos. Los medios regionales de comunicación (tanto hablados como escritos), tienen abierta, durante todo el año, una sección fija de información taurina, con especial incidencia en los festejos celebrados en la superficie de la comunidad autónoma.
Festejos paralelos a la fiesta de los toros, pero íntimamente relacionados con ella son los encierros de Blanca y Moratalla, previos a la celebración de las corridas, que constituyen un atractivo de gran interés para la población, con asistencia de gentes de otros lugares que concurren a los mismos. Así mismo, son también de gran atractivo popular los actos del desencajonamiento y del sorteo de los toros, a los que acuden los aficionados en mayor o menor cantidad según la hora del acto y de las ocupaciones de los mismos.
Desde el punto de vista gastronómico también existen costumbres relacionadas con el festejo de los toros, tales como la oferta que las carnicerías hacen al día siguiente a la corrida, de venta de carne de lidia, que la población, sobre todo en pueblos pequeños, aprecia y se disputa. Y la de consumir pasteles de carne como habitual merienda en la plaza de toros durante el desarrollo de la fiesta y en momento concreto de la misma, costumbre generalizada en la capital.
Los primeros partidos de fútbol que se jugaron en los pueblos y ciudades de la geografía murciana tuvieron lugar en las plazas de toros. Así consta documentalmente, por ejemplo en Murcia (donde según el cronista plaza de toros de La Condomina el 25 de abril de 1905, al que asistieron 2000 personas, amenizó la banda de música de La Misericordia y se enfrentaron un equipo con indumentaria color azul contra otro de color rojo). También se ha documentado los inicios del fútbol en Caravaca de la Cruz en la plaza de toros de aquella localidad del noroeste murciano.
Hay diversas escuelas taurinas, como la existente en Murcia capital. Existe la costumbre ancestral de ir en busca de los toros para la feria a lugares distantes del lugar en que se celebran las corridas, utilizando para ello las vías pecuarias tradicionales, como es el caso de Moratalla, en donde los aficionados van a recibir los toros a un lugar concreto, desde donde se dirigen a la población.

## Estatus patrimonial
El 25 de febrero de 2011, la fiesta de los toros en la Región de Murcia fue declarada Bien de Interés Cultural Inmaterial, mediante un decreto publicado el 3 de marzo de ese mismo año en el Boletín Oficial de la Región de Murcia.